# Diocesi di San Nicolás de los Arroyos
La diocesi di San Nicolás de los Arroyos (in latino Dioecesis Sancti Nicolai de los Arroyos) è una sede della Chiesa cattolica in Argentina suffraganea dell'arcidiocesi di Rosario. Nel 2022 contava 404.250 battezzati su 539.000 abitanti. È retta dal vescovo Hugo Norberto Santiago.

## Territorio
La diocesi comprende 10 distretti della provincia di Buenos Aires: Arrecifes, Capitán Sarmiento, Colón, General Arenales, Pergamino, Ramallo, Rojas, Salto, San Nicolás e San Pedro.
Sede vescovile è la città di San Nicolás de los Arroyos, dove si trova la cattedrale di San Nicola di Bari.
Il territorio si estende su 14.500 km² ed è suddiviso in 61 parrocchie.

## Storia
La diocesi è stata eretta il 3 marzo 1947 con la bolla Maxime quidem iuvat di papa Pio XII, ricavandone il territorio dall'arcidiocesi di La Plata e dalla diocesi di Mercedes (oggi arcidiocesi di Mercedes-Luján). Originariamente era suffraganea dell'arcidiocesi di Buenos Aires.
Il primo vescovo fu eletto soltanto sette anni dopo l'erezione della diocesi, perché il governo argentino si oppose alla sua nomina.
L'11 febbraio 1957 ha ceduto una porzione del suo territorio a vantaggio dell'erezione della diocesi di San Isidro.
Il 12 agosto 1963 è entrata a far parte della provincia ecclesiastica dell'arcidiocesi di Rosario.
Il 27 marzo 1976 ha ceduto un'altra porzione del suo territorio a vantaggio dell'erezione della diocesi di Zárate-Campana.

## Cronotassi dei vescovi
Si omettono i periodi di sede vacante non superiori ai 2 anni o non storicamente accertati.
- Sede vacante (1947-1954)

- Silvino Martínez † (23 ottobre 1954 - 21 settembre 1959 nominato vescovo di Rosario)
- Francisco Juan Vénnera † (21 settembre 1959 - 15 febbraio 1966 dimesso[1])
- Carlos Horacio Ponce de Léon † (28 aprile 1966 - 11 luglio 1977 deceduto)
- Fortunato Antonio Rossi † (11 novembre 1977 - 26 novembre 1983 nominato arcivescovo di Corrientes)
- Domingo Salvador Castagna (28 agosto 1984 - 22 giugno 1994 nominato arcivescovo di Corrientes)
- Mario Luis Bautista Maulión † (8 maggio 1995 - 29 aprile 2003 nominato arcivescovo di Paraná)
- Héctor Sabatino Cardelli † (21 febbraio 2004 - 21 settembre 2016 ritirato)
- Hugo Norberto Santiago, dal 21 settembre 2016

## Statistiche
La diocesi nel 2022 su una popolazione di 539.000 persone contava 404.250 battezzati, corrispondenti al 75,0% del totale.
| anno | popolazione | popolazione | popolazione | presbiteri | presbiteri | presbiteri | presbiteri                | diaconi | religiosi | religiosi | parrocchie |
| anno | battezzati  | totale      | %           | numero     | secolari   | regolari   | battezzati per presbitero | diaconi | uomini    | donne     | parrocchie |
| ---- | ----------- | ----------- | ----------- | ---------- | ---------- | ---------- | ------------------------- | ------- | --------- | --------- | ---------- |
| 1966 | 495.000     | 500.000     | 99,0        | 85         | 49         | 36         | 5.823                     |         | 45        | 177       | 40         |
| 1970 | 510.000     | 530.000     | 96,2        | 82         | 46         | 36         | 6.219                     |         | 50        | 174       | 44         |
| 1976 | 585.000     | 610.000     | 95,9        | 84         | 54         | 30         | 6.964                     |         | 46        | 218       | 46         |
| 1980 | 395.000     | 405.000     | 97,5        | 68         | 49         | 19         | 5.808                     |         | 28        | 140       | 42         |
| 1990 | 497.000     | 525.000     | 94,7        | 70         | 55         | 15         | 7.100                     | 1       | 22        | 120       | 42         |
| 1999 | 390.000     | 426.076     | 91,5        | 79         | 67         | 12         | 4.936                     | 7       | 16        | 98        | 51         |
| 2000 | 390.000     | 427.000     | 91,3        | 92         | 83         | 9          | 4.239                     | 6       | 13        | 98        | 51         |
| 2001 | 390.000     | 427.000     | 91,3        | 90         | 81         | 9          | 4.333                     | 6       | 13        | 98        | 51         |
| 2002 | 390.000     | 427.000     | 91,3        | 114        | 103        | 11         | 3.421                     | 6       | 17        | 78        | 52         |
| 2003 | 390.000     | 427.000     | 91,3        | 107        | 98         | 9          | 3.644                     | 6       | 15        | 120       | 50         |
| 2004 | 390.000     | 427.000     | 91,3        | 89         | 80         | 9          | 4.382                     | 6       | 15        | 120       | 51         |
| 2010 | 406.000     | 443.000     | 91,6        | 105        | 95         | 10         | 3.866                     | 5       | 20        | 80        | 54         |
| 2014 | 422.000     | 459.000     | 91,9        | 114        | 101        | 13         | 3.701                     | 8       | 23        | 80        | 59         |
| 2017 | 437.000     | 474.000     | 92,2        | 118        | 105        | 13         | 3.703                     | 8       | 23        | 80        | 59         |
| 2020 | 428.500     | 505.000     | 84,9        | 108        | 92         | 16         | 3.967                     | 5       | 22        | 67        | 61         |
| 2022 | 404.250     | 539.000     | 75,0        | 99         | 76         | 23         | 4.083                     | 6       | 24        | 55        | 61         |